# Antielmintici
Gli antielmintici sono una categoria di farmaci usati nella medicina umana e veterinaria per eliminare svariati tipi di vermi o elementi che possono infestare l'organismo provocando l'elmintiasi. Questi farmaci sono comunemente chiamati vermicidi o vermifughi.
I vermi, appartenenti ai platelminti o ai nematodi, possono insediarsi come parassiti nell'uomo e negli animali causando un senso di malessere generale, in certi casi con conseguenze gravi. 
Per l'uomo spesso la contaminazione avviene attraverso alimenti infestati dalle loro uova o larve. Le larve o i vermi adulti si attaccano alla parete dell'intestino e si nutrono del suo contenuto. Certe specie provocano l'anemia poiché si nutrono del sangue che arriva alla parete intestinale.
Gli antielmintici agiscono a diversi livelli. Molti di essi paralizzano e  uccidono i vermi che successivamente vengono eliminati attraverso le feci e per facilitare l'eliminazione si può ricorrere ad un purgante; altri agiscono a livello sistemico e sono usati per curare l'infezione dei tessuti. Molti antielmintici agiscono solo su una specie di verme, richiedendo trattamenti più prolungati.
Talvolta questi farmaci possono causare dolori addominali, nausea e vomito.

## Tipi
Molti dei primi metodi di trattamento erano basati sulle erbe, ad esempio sull'olio di piante del genere Chenopodium, che per secoli è stato utilizzato come vermifugo. Nel 1908 è stato scoperto che il componente attivo era l'ascaridolo. I moderni agenti antielmintici ad ampio spettro sono stati sviluppati dalle aziende farmaceutiche che possono permettersi programmi di screening e sistemi di test necessari per sviluppare farmaci contemporanei.
Storicamente, ci sono tre principali classi di farmaci antielmintici ad ampio spettro.
- I benzimidazoli distruggono i microtubuli dei vermi parassiti, che sono una parte importante del citoscheletro delle loro cellule.[6] I farmaci di questa categoria includono:
  - Albendazolo è efficace contro i tenie, nematodi, tricocefali, anchilostomi
  - Mebendazolo – efficace contro vari nematodi
  - Tiabendazolo – efficace contro vari nematodi
  - Fenbendazolo – efficace contro vari parassiti[7]
  - Triclabendazolo – efficace contro le fasciola epatica
  - Flubendazolo – efficace contro la maggior parte dei parassiti intestinali[8]
- Imidatiazoli/tetraidropirimidine sono recettori nicotinici dell'acetilcolina,[9][10] inclusi:
  - Levamisolo
  - Pirantel Pamoato efficace contro la maggior parte dei nematodi parassiti del tratto gastrointestinale
- I lattici macrociclici sono agonisti dei canali del cloruro stimolati dal glutammato, e includono:
  - Ivermectine (inclusi ivermectina e moxidectina) — efficaci contro la maggior parte dei parassiti intestinali comuni, ad eccezione dei tenie, per combattere i quali di solito viene utilizzato il praziquantel in combinazione con altri farmaci per la sverminazione di massa.[11]